# Єфрем (Куцу)
Архімандрит Єфрем (грец. Αρχιμανδρίτης Εφραίμ в миру Василіос Куцу, грец. Βασίλειος Κουτσού (5 червня 1956 , Peristeronopigid, Gazimağusa Districtd і Фамагуста ) - архімандрит Константинопольської православної церкви, ігумен (настоятель) Ватопедського монастиря на Афоні .

## Біографія
Народився 5 червня 1956 року  в Фамагусті на Кіпрі в багатодітній родині Сотіріса і Василик Куцу. У сім'ї було п'ятеро дітей і двоє від першого шлюбу Сотіріса з його першою дружиною - Пантелі. Після закінчення гімназії вступив до семінарії святого Варнави в Нікосії .
У 1974 році, після турецького вторгнення на Кіпр, сім'я змушена була переселитися в село Терсефану, поблизу Ларнаки . Батько і двоє братів були захоплені турками  .
З 1974 по 1978 роки навчався в Богословської школі Афінського університету, а по її закінченні повернувся на Кіпр, де викладав в семінарії святого Варнави в Нікосії. У 1979 році, відвідуючи кіпрські монастирі, познайомився з кіпріотом - старцем Йосифом Ватопедським, який після смерті свого духовного наставника Йосипа Старшого Ісихаста проживав деякий час на Кіпрі в монастирі Іереон в Пафосі. Ставши учнем Йосипа Ватопедського, Василіос переїхав новоутвореним братством на Афон, де спочатку перебував у монастирі Кутлумуш, а в 1981 році переселився в Новий Скит .
У 1982 році прийняв чернецтво в братстві старця Йосипа в Новому скиту на Афоні і в 1983 році послідовно висвячений на ієродиякона та ієромонаха.
З 1987 року братство старця Йосипа прийняло на себе обов'язки по відновленню чернечого життя в Ватопеді, в зв'язку з цим з благословення Константинопольського патріарха вся братія в 1989 році була розміщена в Ватопед, а обитель перетворена з ідіоритмічної в кіновіальну. У березні 1990 року ієромонах Єфрем був обраний першим настоятелем (ігуменом) Ватопед  . У квітні 1990 року відбулося зведення ієромонаха Єфрема в сан архімандрита і інтронізація його на посаді настоятеля. На урочистостях був присутній архієпископ Афінський Христодул, митрополит Дімітріадській, губернатор Афону Константінос Луліс, проепістатіс Афона старець Феокліт з афонського монастиря Діонісія.
В липні 2009 року, після смерті  старця Йосипа Ватопедського, став духівником братства Ватопед.
24 грудня 2011 року, після повернення на Афон з Росії, де брав участь в принесенні Поясу Божої Матері, був затриманий грецькими службами правопорядку і 28 грудня перепроваджений у в'язницю Коридаллос  . Був звинувачений в тому, що в 2001-2008 роках монастир Ватопед обміняв озеро Вістоніда (з 890 року озеро належало монастирю, але потім було незаконно відібрано грецькою владою) на півночі Греції з прилеглими ділянками на державну нерухомість вартістю, за різними оцінками, понад 100 мільйонів євро  . Представники церковних , державних  і громадських структур Росії і Греції  звернулися до керівництва Греції, висловивши стурбованість примусовими методами вирішення виниклої проблеми. МЗС Греції, своєю чергою, негативно прореагував на ноту російського МЗС  . Регулярну духовну підтримку архімандриту Єфрему у в'язниці надавав митрополит Месогейський Микола (Хаджініколау)  .
30 грудня в Москві  і Санкт-Петербурзі  у дипломатичних представництв Греції почалися пікети протесту на підтримку ув'язненого (попередній висновок по законодавству Греції може тривати до 1,5 років), а голова комітету Ради Федерації з міжнародних справ Михайло Маргелов заявив про намір Росії в січні 2012 року підняти питання про долю старця Єфрема на сесії ПАРЄ, якщо до цього часу питання не буде врегульовано  . Разом з тим, Константинопольський патріархат, у веденні якого знаходяться всі афонські монастирі, закликав Російську православну церкву і інші автокефальні церкви не втручатися в справу архімандрита Єфрема  .
29 березня 2012 року апеляційний суд постановив замінити запобіжне утримання під вартою на заставу в 300 тисяч євро. Крім того, ігумену Єфрему було заборонено відлучатися зі свого монастиря і залишати територію Греції, а також наказано регулярно відзначатися в поліції  .
21 березня 2017 року було повністю виправданий судом  .
Згідно з публікацією « The National Herald » від 12 жовтня 2018 року, відвідав Білий дім у Вашингтоні, де мав зустрічі з посадовими особами апарату Білого дому, а також з послом з питань міжнародної релігійної свободи Семюелем Браунбеком і іншими співробітниками Державного департаменту США ; в ході зустрічей розповів про проблеми, з якими стикається Вселенська патріархія, і руйнуванні турками церков і святинь Кіпру  .
На початку лютого 2019 роки як член делегації Вселенського патріархату прибув у Київ на інтронізацію предстоятеля ПЦУ митрополита Київського і всієї України Епіфанія (Думенко), був госпіталізований, 2 лютого був евакуйований в Швейцарію для медичного обстеження  .
28 травня 2021 року у ЗМІ повідомили про погіршення стану отця Єфрема, у якого незадовго до того виявили Covid-19. Єфрем також хворіє на діабет, там мав серйозні проблеми з серцем.